# چسارو
چسارو (به ایتالیایی: Cesarò) یک کومونه در ایتالیا است که در استان مسینا واقع شده‌است.

## خصوصیات
چسارو ۲۱۶٫۵ کیلومترمربع مساحت و ۲٬۷۰۹ نفر جمعیت دارد و ۱٬۱۵۰ متر بالاتر از سطح دریا واقع شده‌است.